# 앨런 메릴
앨런 메릴(Alan Merrill, 1951년 2월 9일 ~ 2020년 3월 29일)은 미국의 록 가수 · 기타리스트 · 송라이터이다. 〈I Love Rock 'n' Roll〉를 썼으며 리드싱어를 맡았다.

## 생애
1951년 2월 9일 뉴욕 브롱크스에서 태어났다. 어머니는 재즈 가수 헬렌 메릴이고 아버지는 색소폰과 클라리넷 연주자 애런 색스다. 스위스 · 뉴욕 · 로스앤젤레스 등에서 학교를 다녔으며, 도쿄의 조치 대학을 다녔다.
2020년 3월 29일 뉴욕 맨해튼에서 코로나19에 의한 합병증으로 사망했다.